# هال لابوراتوري
هال لابوراتوري المتحدة (بالإنجليزية: HAL Laboratory, Inc‎؛ باليابانية: 株式会社ハル研究所) هي شركة يابانية ترفيهية لتطوير ألعاب الفيديو خصوصاً على أجهزة نينتندو ، وي، جيم بوي أسست بتاريخ 21 فبراير 1980 باليابان.
في بداية الأمر طورت شركة هال الكثير من الألعاب على أجهزة الحاسوب من نوع (بالإنجليزية: MSX)‏,
ثم طورت شركة هال الكثير من الألعاب الشهير على أجهزة نينتندو.
تُعرف الشركة بأعمالها الحصرية كيربي وَموذر وَ أول جزئين من سلسلة سوبر سماش برذرز وَبوكيمون سناب.

## أشهر الألعاب
- على جهاز MSX
  - سلسلة ألعاب Eggerland
- على جهاز نينتندو جيم كيوب
  - سلسلة ألعاب كيربي
- على جهاز نينتندو دي إس
  - سلسلة ألعاب كيربي
  - سلسلة ألعاب بوكيمون
- على جهاز وي
  - سلسلة ألعاب سوبر سماش برذرز براول
- على جهاز جيم بوي
  - سلسلة ألعاب كيربي
- الأم 3 (لعبة فيديو)

## أنميات
- بوكيمون فيلم 2000 (تطوير أدوات الرسوميات الحاسوبية).

## وصلات خارجية
- هال لابوراتوري